# Wightia (pterosauro)
Wightia (il cui nome deriva dall'isola di Wight) è un genere estinto di pterosauro tapejaride vissuto nel Cretaceo inferiore (Barremiano), in quella che oggi è la Formazione Wessex, nell'Isola di Wight, Inghilterra. Il genere contiene una singola specie, ossia W. declivirostris.

## Etimologia
Il nome generico, Wightia, deriva dall'isola di Wight in Inghilterra, dove sono stati ritrovati i fossili dell'animale. Il nome specifico, declivirostris, invece, significa "becco inclinato" in latino.

## Descrizione
Wightia è nota solo da una premascella parziale, con una punta ribassata e un forame simile a una fessura sulla superficie occlusale. La morfologia del margine occlusale suggerisce affinità più strette con Sinopterus che con i tapejarini sudamericani. I descrittori collocano Wightia e Sinopterus, insieme ad Eopteranodon e Huaxiapterus, in una nuova sottofamiglia di Tapejarida, chiamata Sinopterinae.

## Paleoecologia
Wightia era probabilmente uno pterosauro onnivoro, come gli altri tapejaridi.
Wightia abitava in quella che oggi è la Formazione Wessex dell'Inghilterra meridionale, che all'epoca era una vasta pianura alluvionale. La formazione ospitava una fauna numerosa e variegata, che contava insetti come Dungeyella, i piccoli mammiferi Eobaatar, Loxaulax e Yaverlestes, e coccodrilli come Bernissartia. I dinosauri che abitavano la regione comprendevano gli ornithopodi Hypsilophodon e Iguanodon, e diversi teropodi di media taglia come lo spinosauride Baryonyx, l'allosauroide Neovenator, ed il coelurosauro Eotyrannus.